# رقابت فرانسه و هابسبورگ
اصطلاح رقابت فرانسه و هابسبورگ (فرانسوی: Rivalité franco-habsbourgeoise‎ ; آلمانی: Habsburgisch-französischer Gegensatz) رقابت بین پادشاهی فرانسه و خاندان هابسبورگ را توصیف می‌کند. هابسبورگ‌ها رهبری یک امپراتوری گسترده و در حال تکامل را بر عهده داشتند که در زمان‌های مختلف شامل امپراتوری مقدس روم، امپراتوری اسپانیا و امپراتوری اتریش-مجارستان از انجمن امپراتوری آوگسبورگ در قرون وسطای میانه تا انحلال سلطنت پس از جنگ جهانی اول و اواخر دوره مدرن بود.
سلسله هابسبورگ علاوه برداشتن سرزمین‌های ارثی اتریش، بر کشورهای سفلی (با نام هلند هابسبورگ) (۱۴۸۲–۱۷۹۴)، اسپانیا (۱۵۰۴–۱۷۰۰) و امپراتوری مقدس روم (۱۴۳۸–۱۸۰۶) حکومت می‌کرد. همه این سرزمین‌ها در اتحاد شخصی امپراتور کارل پنجم بودند. گسترش هابسبورگ‌ها به اروپای غربی به‌طور فزاینده‌ای منجر به تنش‌های مرزی با پادشاهی فرانسه شد که خود را در محاصره قلمرو هابسبورگ می‌دید. رقابت متعاقب این دو قدرت، دلیلی برای چندین درگیری شد. اینها عبارتند از جنگ‌های انگلیس و فرانسه (۱۰۶۶–۱۸۱۵)، جنگ جانشینی بورگوندی (۱۴۷۷–۱۴۸۲)، جنگ‌های ایتالیا (۱۴۹۴–۱۵۵۹)، جنگ سی‌ساله (۱۶۱۸–۱۶۴۸)، جنگ نه‌ساله (۱۶۸۸–۱۶۹۷)، و جنگ‌های جانشینی در اسپانیا (۱۷۰۰–۱۷۱۳)، لهستان (۱۷۳۳–۱۷۳۶) و اتریش (۱۷۴۰–۱۷۴۸).

## قرون وسطی

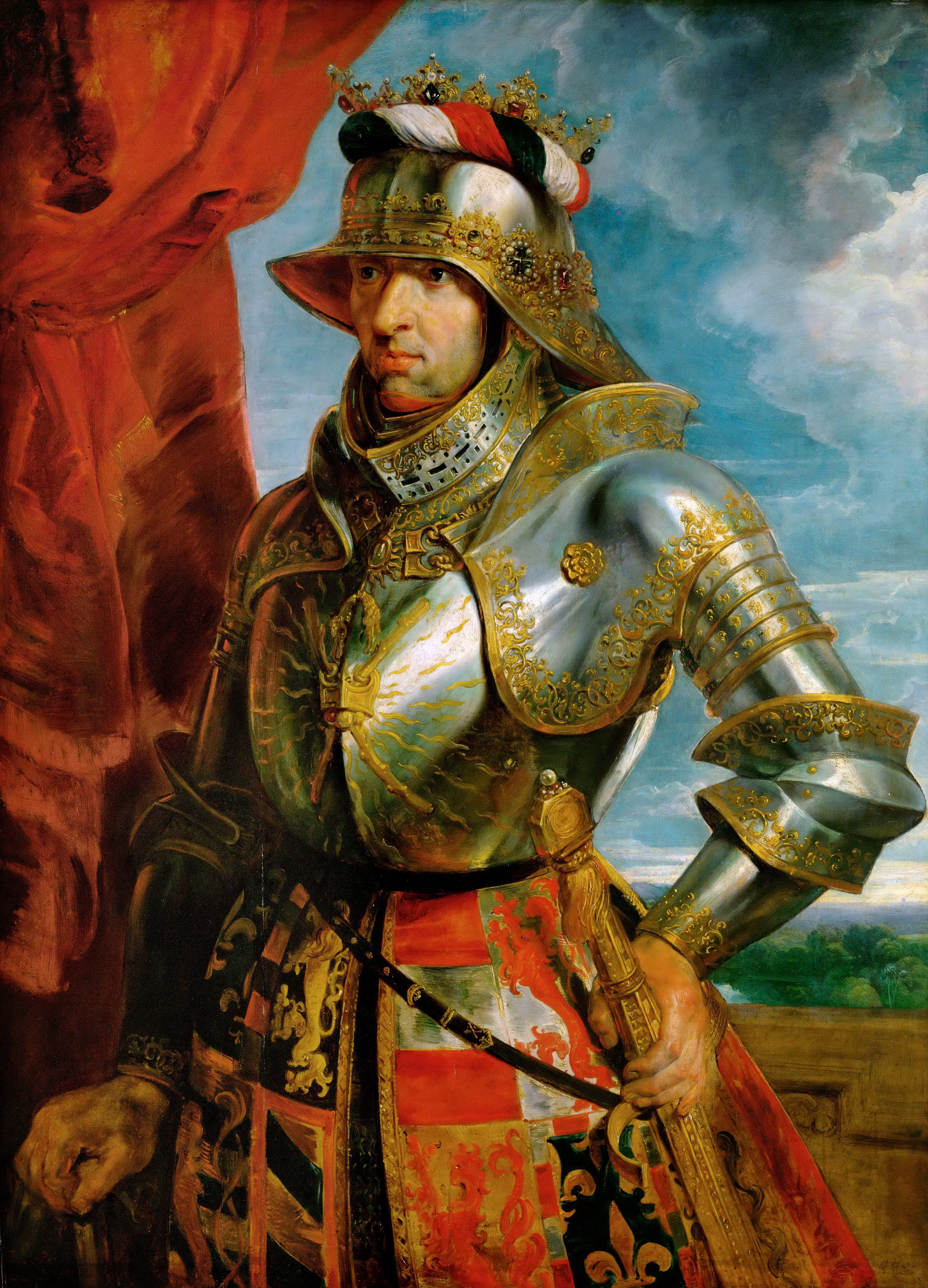
امپراتور مقدس روم ماکسیمیلیان یکم، که با گسترش امپراتوری مقدس روم از طریق ازدواج استراتژیک، تنش بین فرانسه و هابسبورگ را افزایش داد.

در اواخر قرون وسطی، هابسبورگ‌ها که عمدتاً اتریش و بعداً اسپانیا تحت سلطه‌شان بود، عمدتاً از طریق ازدواج به دنبال ائتلاف بودند، سیاستی که مزیت بیشتری برای به دست آوردن قلمرو از طریق ارث زناشویی داشت. گسترش سرزمینی به این ترتیب به هابسبورگ‌ها اجازه داد تا سرزمین‌هایی را در سراسر اروپا به دست آورند مانند جاده اسپانیا، بورگوندی، میلان و کشورهای سفلی. این عمل توسط ماتیاش یکم پادشاه مجارستان شرح داده شده‌است. 
Bella gerant alii, tu felix Austria, nube!
 «بگذارید دیگران جنگ کنند. تو ای اتریش خوشبخت، ازدواج کن!»
 پیرو این سنت، آرشیدوک ماکسیمیلیان در سال ۱۴۷۷ با ماری، آخرین فرمانروای والوای بورگوندی و هلند ازدواج کرد. نوزده سال بعد، پسرشان فیلیپ زیبا با خوانا کاستیلی ازدواج کرد که وارث تاج و تخت اسپانیا شد. خوانا و پسر فیلیپ، کارل، همه این دارایی‌ها را در سال ۱۵۱۹ متحد کردند. فرانسه از سه طرف، هابسبورگ‌ها را به عنوان همسایه خود داشت، اسپانیا در جنوب، هلند در شمال، و فرانش-کنته در شرق.

## دوره مدرن اولیه

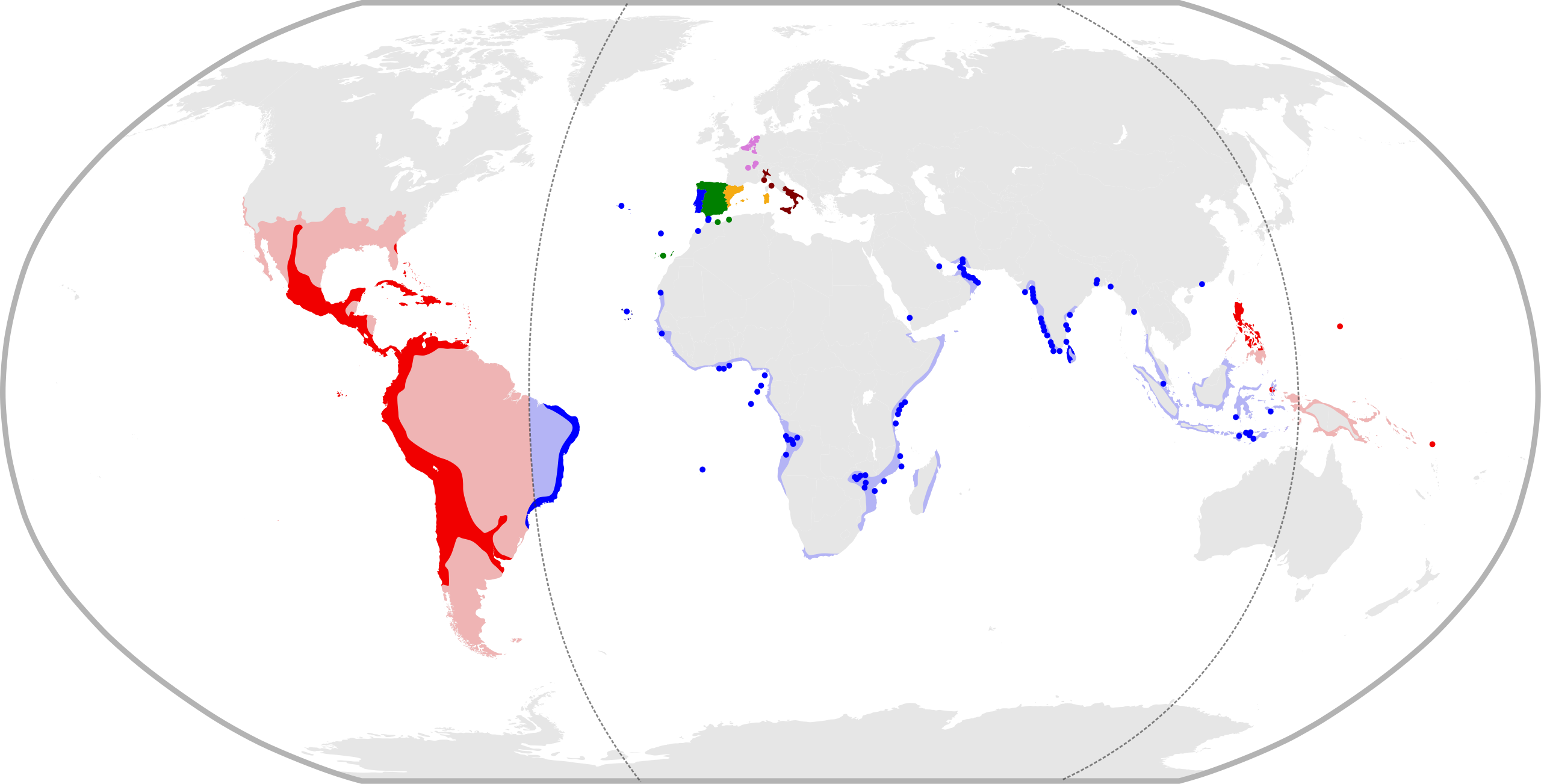
اتحادیه ایبری اسپانیا و پرتغال بین ۱۵۸۰ و ۱۶۴۰.

### جنگ‌های ایتالیا
جنگ‌های ایتالیا مجموعه‌ای طولانی از جنگ‌هایی بود که بین سال‌های ۱۴۹۴ و ۱۵۵۹ در ایتالیا در دوران رنسانس درگرفت. شبه جزیره ایتالیا، که از نظر اقتصادی پیشرفته اما از نظر سیاسی بین چندین ایالت تقسیم شده بود، به میدان اصلی نبرد برای برتری اروپا تبدیل شد. درگیری‌ها درگیر قدرت‌های بزرگ ایتالیا و اروپا، در مجموعه‌ای از رویدادها بود که پس از پایان صلح ۴۰ ساله لودی در سال ۱۴۵۴ با تشکیل اتحادیه ایتالیایی موافقت کرد.
فروپاشی اتحاد در دهه ۱۴۹۰ ایتالیا را در برابر جاه‌طلبی‌های شارل هشتم، پادشاه فرانسه باز گذاشت که در سال ۱۴۹۴ به دلیل ادعای نسبت به پادشاهی ناپولی حمله کرد. با این حال، پس از اتحاد جمهوری ونیز با هابسبورگ اتریش و اسپانیا، فرانسوی‌ها مجبور به ترک ناپل شدند.
یکی از پیامدهای مهم اتحادیه ونیز، ازدواج سیاسی بود که توسط ماکسیمیلیان یکم، امپراتور مقدس روم برای پسرش که از ماری بورگوندی به دنیا آمد، ترتیب داد: فیلیپ زیبا با خوانا دیوانه (دختر فرناندوی دوم، پادشاه آراگون و ایزابلا کاستیلی) ازدواج کرد. تقویت اتحاد ضد فرانسوی بین اتریش و اسپانیا. پسر فیلیپ و جوانا در سال ۱۵۱۹ کارل پنجم، امپراتور مقدس روم و جانشین ماکسیمیلیان شد و یک امپراتوری هابسبورگ شامل کاستیا، آراگون، اتریش و هلند هابسبورگ کنترل کرد، بنابراین فرانسه را محاصره کرد.
معاهده Cateau-Cambrésis در ۱۵۵۹، که به جنگ‌های ایتالیا پایان داد، نتایج متفاوتی داشت: فرانسه از ادعای خود در مورد سرزمین‌های ایتالیا صرف نظر کرد، اما برخی از سرزمین‌های دیگر، از جمله Pale of Calais و سه اسقف را به دست آورد.

### جنگ سی‌ساله

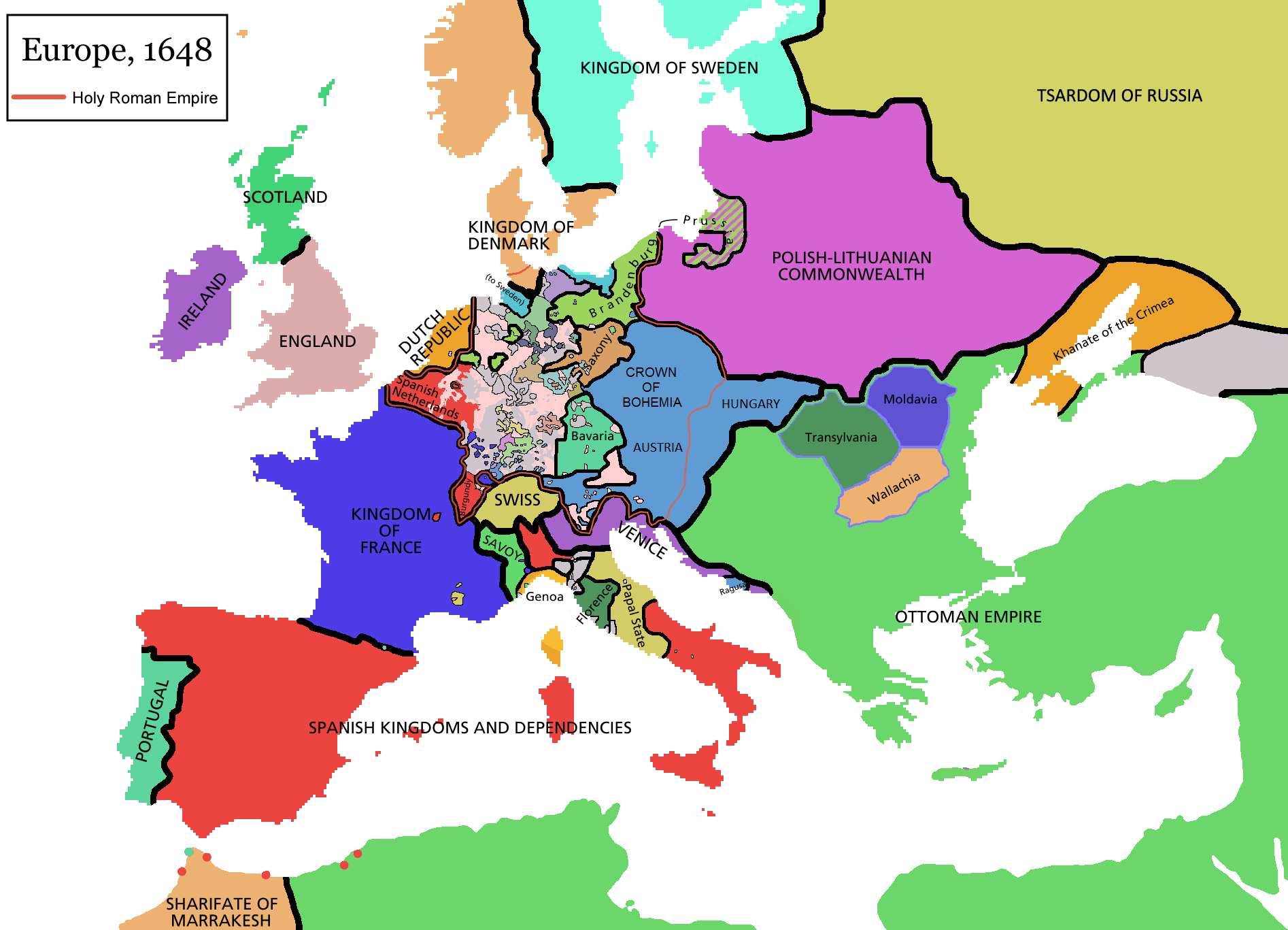
اروپا پس از صلح وستفالیا، ۱۶۴۸

اگرچه قلمرو کارل پنجم در سال ۱۵۵۶ بین دو شاخه آلمانی و اسپانیایی دودمان او تقسیم شد، بیشتر قلمروهای میراث بورگوندی، از جمله فلاندر، به تاج اسپانیا واگذار شدند، در حالی که مناطق آلمان و ایتالیای شمالی در اختیار شاخه اتریشی از این سلسله در امپراتوری مقدس روم باقی ماندند. فرانسه محاصره قدرت‌های هابسبورگ را تهدیدی دائمی می‌دانست و طی چندین سال برای جلوگیری از تسلط اتریش-اسپانیایی در اروپا مداخله می‌کرد.
جنگ سی‌ساله در سال ۱۶۱۸ در نتیجه درگیری بین کاتولیک‌های رومی و پروتستان‌ها در پادشاهی بوهم، منطقه‌ای متعلق به اتریش، آغاز شد. فردیناند دوم از پادشاهی بوهم برکنار شد و فردریک پنجم، انتخابگر پفالتس جایگزین او شد. در نهایت، درگیری از یک شورش درون دولتی به یک جنگ تمام عیار بین دو گروه مذهبی در اروپا گسترش یافت: ایالت‌های پروتستان آلمان شمالی (که بعداً شامل دانمارک و سوئد نیز شد). و قدرت‌های کاتولیک یا اتحاد مقدس اتریش، اسپانیا و ایالات پاپی. فرانسه بعداً به درگیری ملحق شد، اما علی‌رغم اینکه مذهب ملی آن کاتولیک بود، به دلیل سیاسی تلاش برای جلوگیری از دستیابی هابسبورگ‌ها به هژمونی کامل بر سرزمین‌های آلمان، در طرف پروتستان جنگید.
پس از سال ۱۶۴۸، فرانسه در اروپای مرکزی غالب شد. پس از معاهده صلح مونستر در سال ۱۶۴۸ و به ویژه معاهده پیرنه در سال ۱۶۵۹، قدرت اسپانیا در دهه‌های آخر حکومت رو به انحطاط هابسبورگ در آنجا شروع به افول کند. هابسبورگ‌های اتریشی پس از پیروزی بر ترک‌ها در دومین محاصره وین توسط عثمانی در سال ۱۶۸۳، کمتر و کمتر بر درگیری‌های خود با امپراتوری عثمانی در بالکان تمرکز کردند. پس از مرگ آخرین هابسبورگ اسپانیایی کارلوس دوم در سال ۱۷۰۰، لوئی چهاردهم، پادشاه فرانسه برای نوه خود فیلیپ تاج و تخت اسپانیا را به دست گرفت. این عمل باعث جنگ جانشینی اسپانیا شد. در معاهده اوترخت، لوئی موفق شد سلسله بوربون را در اسپانیایی که اکنون یک قدرت درجه دوم بود، مستقر کند و به محاصره هابسبورگی فرانسه پایان دهد.

### جنگ نه‌ساله
جنگ نه‌ساله ۱۶۸۸–۱۶۹۷، که اغلب جنگ اتحاد بزرگ یا جنگ اتحادیه آگسبورگ نامیده می‌شود - درگیری بین لوئی چهاردهم فرانسه با ائتلاف اروپایی اتریش، امپراتوری مقدس روم، جمهوری هلند، اسپانیا، انگلستان و ساوی. در اروپا و دریاهای اطراف، آمریکای شمالی و هند جنگید. گاهی آن را اولین جنگ جهانی می‌دانند. این درگیری شامل جنگ ویلیامیت‌ها در ایرلند و قیام ژاکوبیت‌ها در اسکاتلند بود، جایی که ویلیام سوم و جیمز دوم برای کنترل انگلستان و ایرلند مبارزه کردند و لشکرکشی در آمریکای شمالی مستعمره بین مهاجران فرانسوی و انگلیسی و متحدان بومی مربوط آنها، که امروزه توسط آمریکایی‌ها به نام جنگ شاه ویلیام خوانده می‌شود.

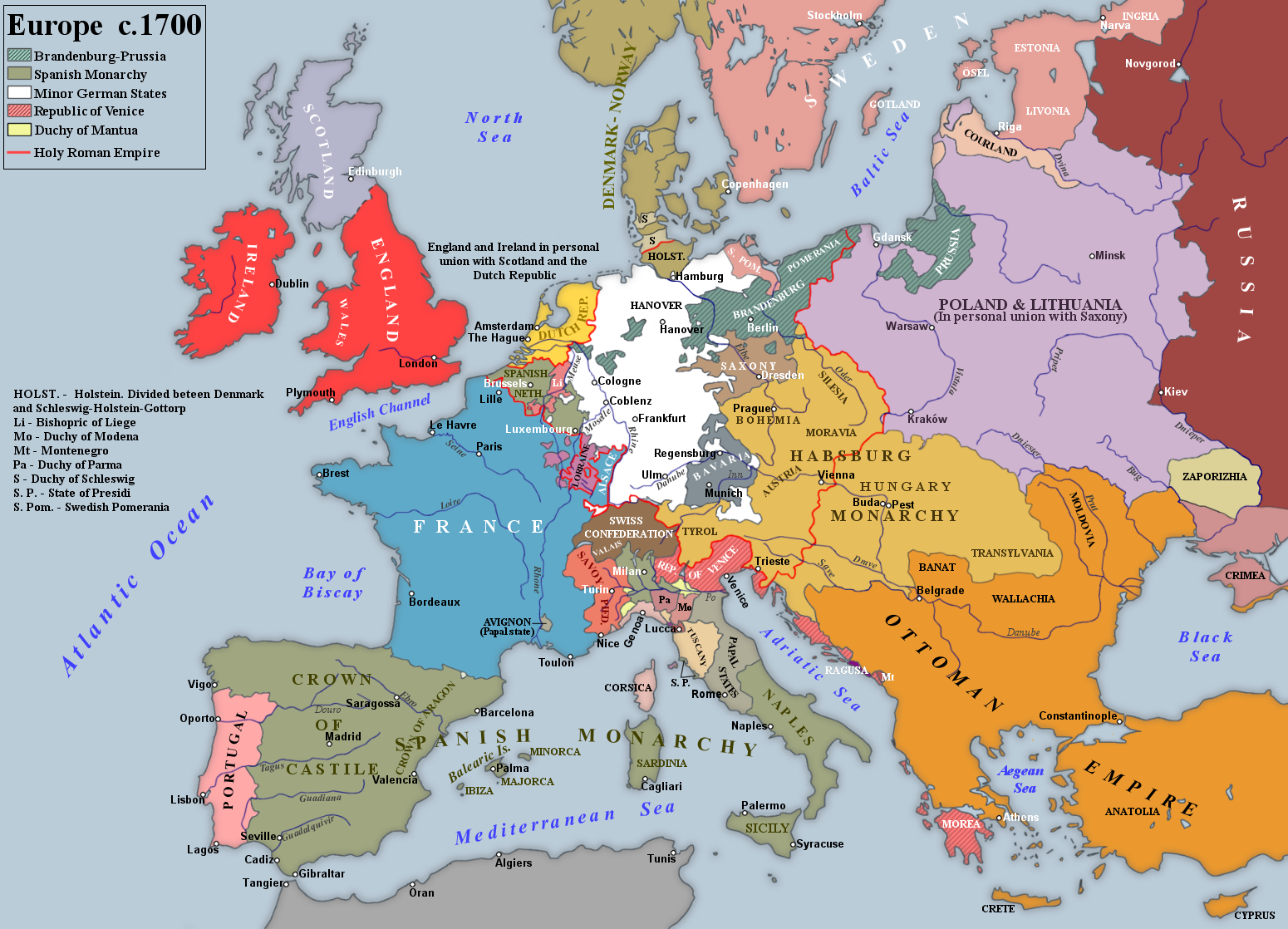
نقشه مرزهای اروپا همان‌طور که پس از معاهده ریسویک و درست قبل از آخرین جنگ بزرگ لوئی چهاردهم، جنگ جانشینی اسپانیا، قرار داشتند.

لوئی چهاردهم از جنگ فرانسه و هلند در سال ۱۶۷۸ به عنوان قدرتمندترین پادشاه اروپا بیرون آمد، یک حاکم مطلق که پیروزی‌های نظامی زیادی کسب کرده بود. لوئی با استفاده از ترکیبی از تجاوز، الحاق و ابزارهای شبه قانونی، دست به کار شد تا دستاوردهای خود را برای تثبیت و تقویت مرزهای فرانسه گسترش دهد که در جنگ کوتاه اتحاد مجدد (۱۶۸۳–۱۶۸۴) به اوج خود رسید. آتش‌بس راتسبون مرزهای جدید فرانسه را به مدت بیست سال تضمین کرد، اما اقدامات بعدی لوئی - به ویژه فرمان فونتن‌بلو او (لغو فرمان نانت) در سال ۱۶۸۵ - منجر به وخامت تسلط نظامی و سیاسی او شد. تصمیم لوئی برای عبور از راین در سپتامبر ۱۶۸۸ به منظور گسترش نفوذ او و تحت فشار قرار دادن امپراتوری مقدس روم برای پذیرش ادعاهای سرزمینی و سلسله ای او بود. لئوپولد یکم و شاهزادگان آلمانی مصمم به مقاومت شدند، و زمانی که مجلس هلند و ویلیام سوم، پادشاه انگلستان، هلندی‌ها و انگلیسی‌ها را وارد جنگ علیه فرانسه کردند، پادشاه فرانسه با ائتلاف قدرتمندی مواجه شد که هدفش محدود کردن جاه طلبی‌های او بود.
جنگ اصلی در اطراف مرزهای فرانسه در هلند اسپانیا، راینلند، دوک‌نشین ساوی و کاتالونیا روی داد. جنگ عموماً به نفع ارتش فرانسه بود، اما تا سال ۱۶۹۶ کشور او در چنگال یک بحران اقتصادی بود. قدرت‌های دریایی (انگلیس و جمهوری هلند) نیز از نظر مالی خسته شده بودند، و هنگامی که ساووی از اتحاد جدا شد، همه طرف‌ها مشتاق مذاکره برای حل و فصل بودند. بر اساس مفاد معاهده ریسویک (۱۶۹۷) فرانسه کل آلزاس را حفظ کرد، اما مجبور شد لورن را به حاکم خود بازگرداند و از هرگونه دستاوردی در ساحل راست رود راین چشم پوشی کند. لوئی همچنین ویلیام سوم را به عنوان پادشاه قانونی انگلستان پذیرفت، در حالی که هلندی‌ها یک سیستم قلعه مانع در هلند اسپانیایی برای کمک به امنیت مرزهای خود به دست آوردند. با نزدیک شدن به پایان کار کارلوس دوم اسپانیایی بیمار و بی فرزند، درگیری جدید بر سر میراث امپراتوری اسپانیا، لوئی و اتحاد بزرگ را در جنگ جانشینی اسپانیا درگیر کرد.
پس از دو قرن، این رقابت علت اصلی خود را از دست داده بود. پس از انحطاط شدید اسپانیا، قرن هجدهم شاهد یک تجدید ساختار عمده در سیاست اروپا بود. اتریش، قدرت مسلط در اروپای مرکزی، اکنون باید با قدرت رو به رشد پروس در شمال روبرو می‌شد. روسیه سرانجام پس از موفقیت در برابر سوئد به یک قدرت بزرگ شناخته شده تبدیل شد. و سرانجام، قدرت روزافزون بریتانیا در اروپا و آمریکا سرانجام هژمونی را که فرانسه سال‌ها از آن حمایت کرده بود، به چالش کشید. با این وجود، این دو قدرت برای ۴۰ سال دیگر به دشمنی ادامه دادند.

## انقلاب دیپلماتیک

### اتحاد فرانسه و اتریش
تغییر قابل توجهی در روابط فرانسه و هابسبورگ معروف به انقلاب دیپلماتیک در سال ۱۷۵۶ رخ داد. در اقدامی که توسط دیپلمات اتریشی ونزل آنتون فون کاونیتز طراحی شد، فرانسه و اتریش برای اولین بار در بیش از دویست سال متحد شدند. این اتحاد با ازدواج شاهزاده اتریشی ماری آنتوانت با دوفین فرانسوی که بعداً پادشاه لوئی شانزدهم شد، امضا شد. این اتحاد با امضای اولین معاهده ورسای در سال ۱۷۵۶ رسمیت یافت.

### جنگ هفت‌ساله

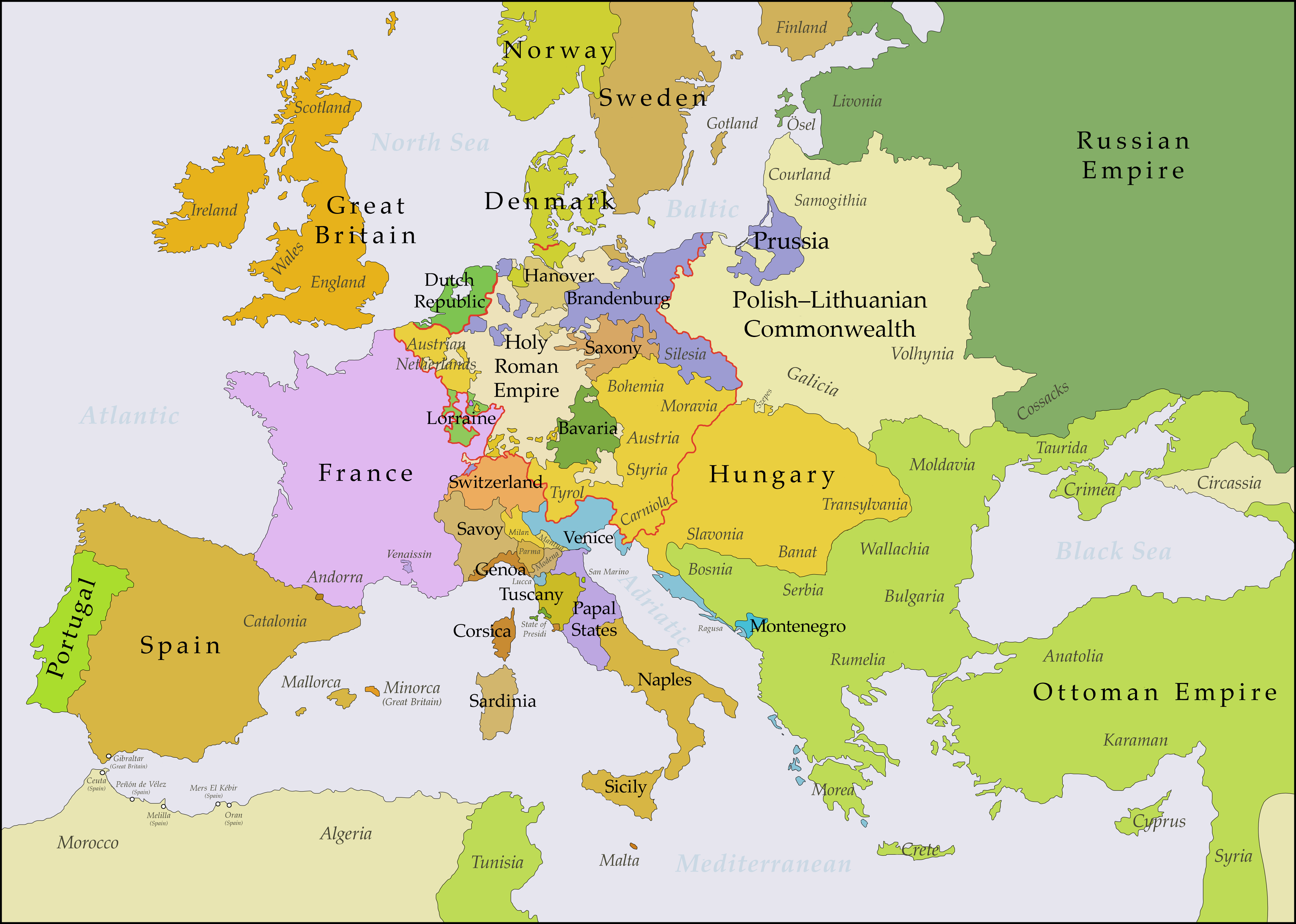
اروپا در سالهای پس از معاهده اکس لا شاپل در سال ۱۷۴۸.

چند ماه پس از امضای معاهده، جنگ هفت‌ساله که شامل پروس، بریتانیا، روسیه، فرانسه و اتریش بود، آغاز شد. فرانسه و اتریش معاهده اول را با معاهده دیگری که در سال ۱۷۵۷ منعقد شد گسترش دادند و همراه با روسیه، علیه اتحاد بریتانیا و پروس که بر اساس کنوانسیون وست مینستر در سال ۱۷۵۶ تأسیس شد، جنگیدند.
این تغییر دیپلماتیک با جدایی منافع بین اتریش و بریتانیا آغاز شد. صلح اکس لا شاپل که جنگ جانشینی اتریش را در سال ۱۷۴۸ به پایان رساند، ماریا ترزای اتریشی را از اتحاد بریتانیا ناراضی کرد. علیرغم اینکه او با موفقیت از ادعای خود برای تاج و تخت هابسبورگ دفاع کرد و همسرش فرانسیس استفان را در سال ۱۷۴۵ به عنوان امپراتور تاج گذاری کرد، در این فرایند مجبور شد از قلمرو ارزشمند خود چشم پوشی کند. تحت فشار دیپلماتیک بریتانیا، ماریا ترزا بیشتر لمباردی را رها کرده و باواریا را اشغال کرده بود، و همچنین پارما را به اسپانیا و خاندان بوربون-پارما واگذار کرد. سرانجام، سرزمین ارزشمند بوهمی یعنی سیلسیا را به فردریک کبیر، که آن را در طول جنگ اشغال کرده بود، واگذار شد. این اکتساب باعث پیشرفت بیشتر پروس به عنوان یک قدرت بزرگ اروپایی شده بود، که اکنون تهدیدی فزاینده برای موقعیت اروپای مرکزی اتریش به‌شمار می‌رفت و رشد پروس مورد استقبال بریتانیا قرار گرفت، که آن را وسیله‌ای برای متعادل کردن قدرت فرانسه و کاهش نفوذ فرانسه در آلمان می‌دانستند. برعکس، فرانسوی‌ها که مصمم بودند جلوی پیشرفت بیشتر پروس را بگیرند، اکنون مایل بودند از اتریش حمایت کنند که نیروی آن کمتر ترسناک شده بود.
با وجود موفقیت‌های اولیه در جنگ، اتحاد فرانسه و اتریش پیروز نشد. جنگ با پیروزی بریتانیا و پروس به کمک ابتکار خاندان براندنبورگ و کنترل بریتانیا بر دریاها، به پایان رسید و فرانسه و اتریش هر دو در موقعیت‌های ضعیفی قرار گرفتند. معاهده پاریس، که به جنگ در سال ۱۷۶۳ پایان داد، خروج فرانسه از قاره آمریکا و دستاوردهای پروس در اروپا را به ضرر اتریش تثبیت کرد.

## اواخر دوره مدرن

### انقلاب فرانسه و جنگ‌های ناپلئونی

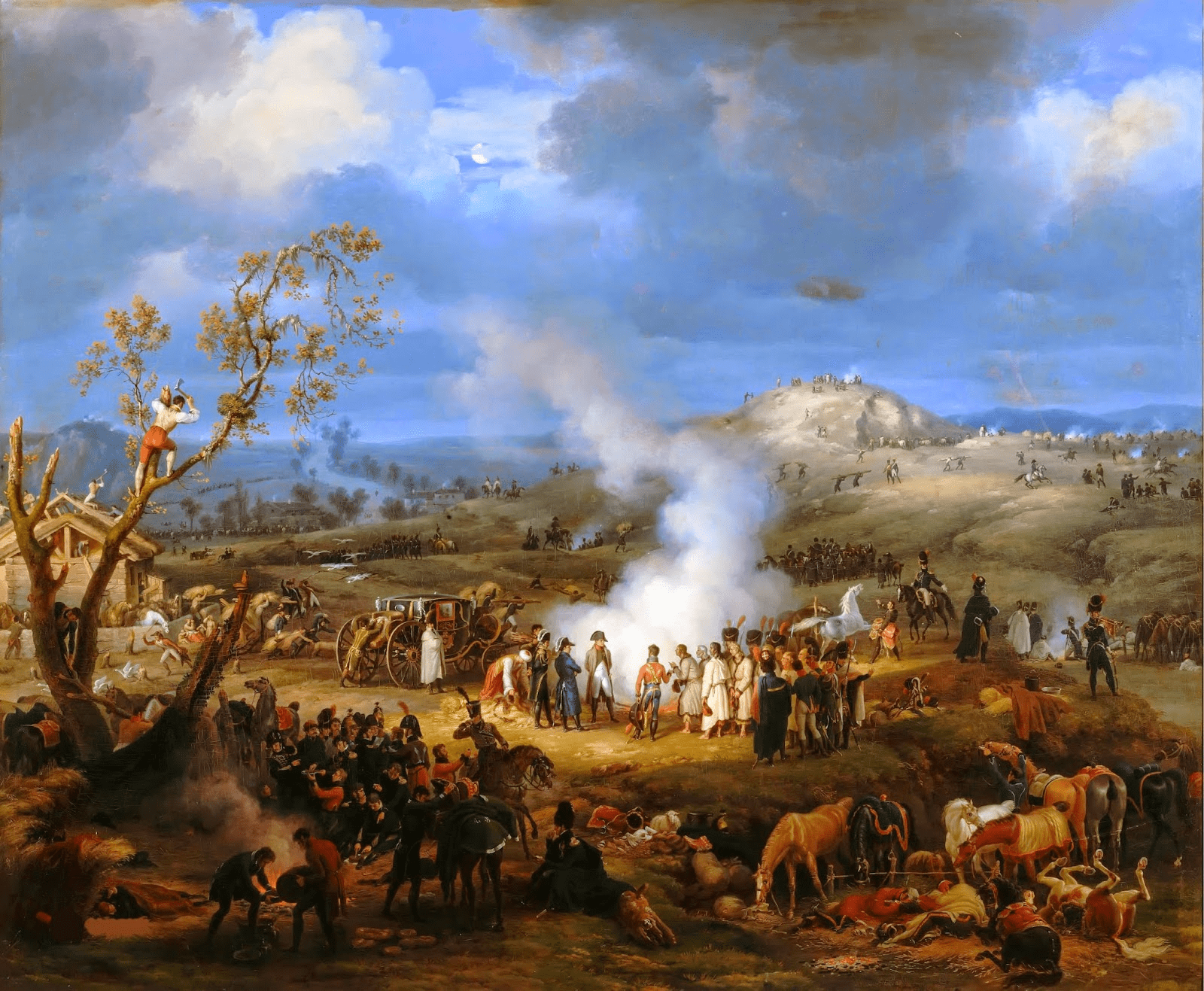
نبرد استرلیتز، که در آن قدرت هابسبورگ توسط نیروهای فرانسوی زیر نظر ناپلئون درهم شکسته شد.

انقلاب فرانسه با مخالفت هابسبورگ‌ها در اتریش روبرو شد، که با کمک چندین ائتلاف از کشورهای پادشاهی، از جمله بریتانیا و چندین ایالت در امپراتوری مقدس روم، به دنبال نابودی جمهوری انقلابی بودند. به گفته کریس مک‌ناب: مشکلاتی که امپراتور اتریش با آن مواجه بود تا حد زیادی به دلیل موفقیت‌های گذشته هابسبورگ بود. آنها عمدتاً از طریق ازدواج، استان‌های بسیاری را با جمعیت‌های قومی و نژادی مختلف به دست آورده بودند - بنابراین، هیچ زبان عمومی در ارتش وجود نداشت. به دلیل مشکلاتی از این دست، ارتش اتریش در جریان انقلاب فرانسه و جنگ‌های ناپلئونی متحمل شکست شد. پس از نبرد استرلیتز در ۲ دسامبر ۱۸۰۵ در طول جنگ ائتلاف سوم، توانایی هابسبورگ‌ها برای اداره امپراتوری مقدس روم به‌طور چشمگیری تضعیف شد. این امر منجر به انحلال امپراتوری مقدس روم شد که بین فرانسه و امپراتوری تازه تأسیس اتریش تقسیم شد و منجر به تشکیل کنفدراسیون راین شد. کنفدراسیون پس از شکست ناپلئون از ائتلاف ششم، که شامل اتریش بود، منحل شد. نبرد بین دو امپراتوری در طول صد روز از سر گرفته شد، که شاهد پیروزی هفتمین و آخرین ائتلاف بر فرانسوی‌ها و پایان دادن به جنگ‌های ائتلاف بود.

### جنگ فرانسه و اتریش

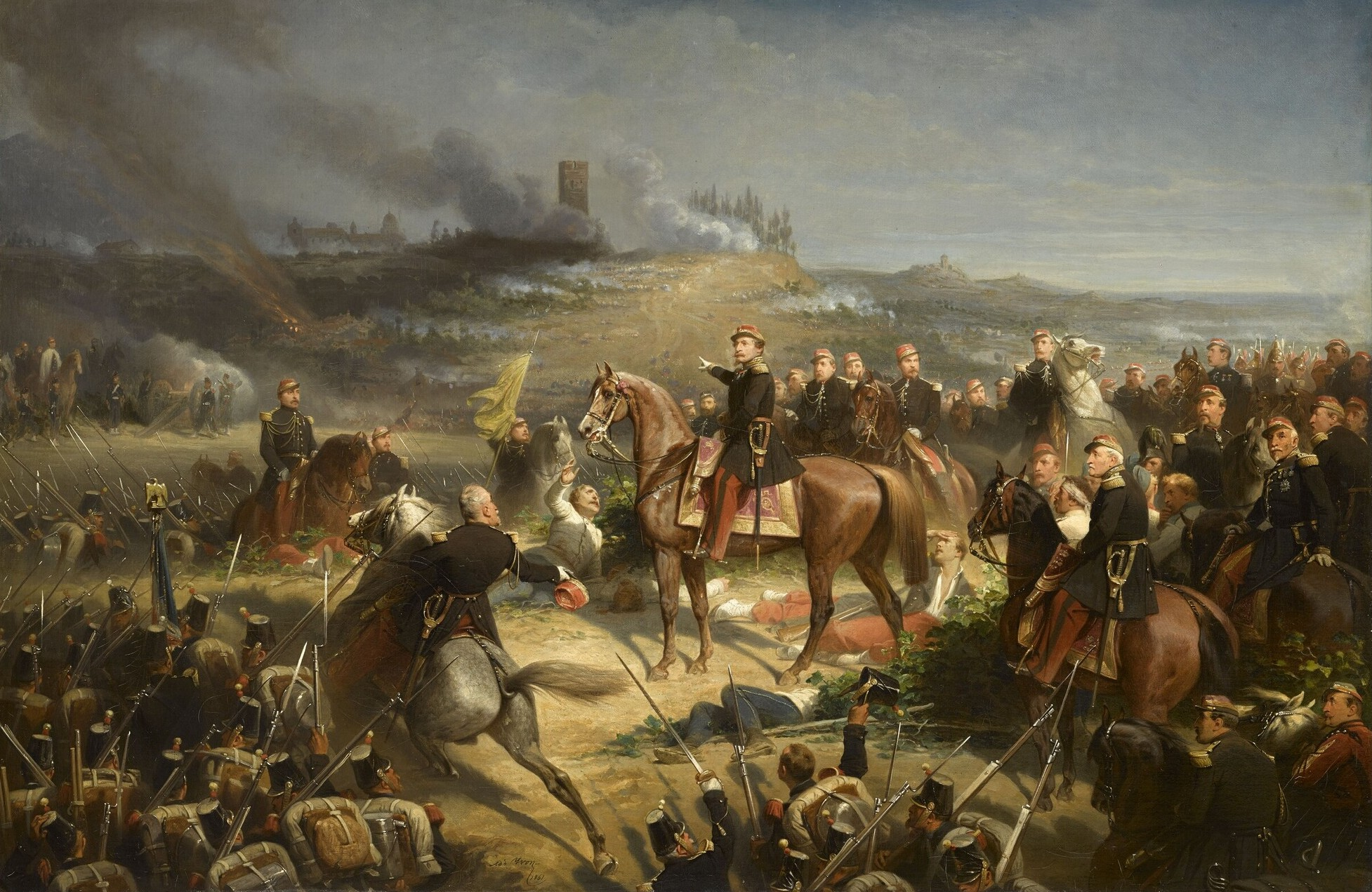
ناپلئون سوم با نیروهای فرانسوی در نبرد سولفرینو، که خروج اتریش از ایتالیا را تضمین کرد.

دوره بلافاصله پس از بازگشت بوربون‌ها، دوره صلح بین فرانسه و اتریش بود، زیرا این دو پادشاهی در اتحاد پنجگانه در سال ۱۸۱۸ شرکت کردند. با این حال، این اتحاد پس از مرگ الکساندر یکم، امپراتور روسیه در سال ۱۸۲۵ و پس از آن انقلاب ژوئیه ۱۸۳۰ فرانسه، که در آن سلطنت بوربون سرنگون شد، منحل شد. خصومت بین دو کشور در طول جنگ فرانسه و اتریش در سال ۱۸۵۹ از سر گرفته شد، پیروزی فرانسه-ساردنی که منجر به دستاوردهای ساووی و نیس برای فرانسه و از دست دادن لمباردی برای اتریش شد.

### جنگ جهانی اول
پس از جنگ ۱۸۶۶ اتریش و پروس، سازش ۱۸۶۷ منجر به ایجاد امپراتوری اتریش-مجارستان تحت پادشاهی امپراتور هابسبورگ شد. در سال ۱۸۷۹، اتریش-مجارستان وارد اتحاد دوگانه با امپراتوری آلمان شد. در پاسخ، فرانسه به ترتیب در سال‌های ۱۸۹۴ و ۱۹۰۴ با روسیه و بریتانیا وارد اتحاد شد. در ۱۲ اوت ۱۹۱۴، جمهوری سوم فرانسه در پاسخ به اعلامیه‌های اتریش علیه صربستان و روسیه به اتریش-مجارستان اعلام جنگ کرد. با ورود پادشاهی ایتالیا به جنگ در سال ۱۹۱۵، یک جبهه غربی علیه اتریش-مجارستان باز شد. شکست اتریش-مجارستان منجر به واگذاری تیرول جنوبی به ایتالیا از طریق آتش‌بس ویلا جوستی شد که در ۳ نوامبر ۱۹۱۸ امضا شد. در آتش‌بس ۱۱ نوامبر ۱۹۱۸، کارل یکم، امپراتور اتریش-مجارستان از مشارکت در امور دولتی صرف نظر کرد و سلطنت هابسبورگ رسماً با تصویب قانون هابسبورگ توسط مجلس قانون اساسی اتریش در ۳ آوریل ۱۹۱۹ پایان یافت. فرانسه با اصرار بر ممنوعیت آنشلوس - یا اتحاد با جمهوری وایمار - در معاهدات ورسای و سن ژرمن آن لایه، نقش مهمی در ایجاد اولین جمهوری اتریش مستقل پس از جنگ بازی خواهد کرد.